# Sud-Vest (región de desarrollo)
Sud-Vest Oltenia (español: Oltenia Suroeste) es una de las regiones de desarrollo en Rumania. Como las demás regiones de desarrollo, no tiene poderes administrativos, siendo su función principal la de coordinar proyectos de desarrollo regional y gestionar fondos de la Unión Europea.
La región de desarrollo de Sud-Vest concuerda con la región histórica de Oltenia en un 82,4 %, y por esa razón a veces se la llama Regiunea de dezvoltare Sud-Vest Oltenia (Región de desarrollo de Oltenia Suroeste). El Danubio forma el límite natural entre Rumania y Serbia al suroeste y Bulgaria al sur.

## Distritos
La región de Sud-Vest se compone de los siguientes distritos:
- Dolj
- Gorj
- Mehedinți
- Olt
- Vâlcea